# Service psychosocial des établissements pénitentiaires belges
Le service psychosocial (SPS) des établissements pénitentiaires belges est un service composé de psychiatres, de psychologues et d’assistants sociaux présents dans chaque prison belge et rattaché au service public fédéral Justice. Son rôle principal est de rédiger des avis destinés au directeur de la prison et aux magistrats décidant de la pertinence d’une libération anticipée, pour les condamnés ou internés incarcérés.
Il est l'héritier du Service d'anthropologie pénitentiaire qui fut renommé en 1998 en Service psychosocial.

## Histoire

### Premier laboratoire d’anthropologie belge (1907)
L’histoire de la psychiatrie carcérale belge débute officiellement en 1907 avec la création du premier laboratoire d’anthropologie à la prison de Bruxelles (située alors à la rue des Minimes) qui déménage en 1910 à la prison de Forest, nouvellement construite. L’instigateur du projet est Louis Vervaeck, un médecin passionné d’anthropologie criminelle. Ce laboratoire propose d’étudier « l’anatomie, la physiologie normale et pathologique du détenu belge, sa psychologie […] de déterminer les conditions de milieu et d’influence sociale où se meut le délinquant belge, ses tares héréditaires et acquises ; de préciser enfin quelle action exerce sur lui le système actuel de répression et d’amendement ». Vervaeck se fixe six objectifs principaux : récolter des mesures anthropométriques de chaque détenu de la prison, traiter scientifiquement ces données, identifier les signes de dégénérescence de l’espèce ayant causé le comportement criminel, proposer un traitement adapté à chaque détenu, améliorer le régime carcéral sur base des constats scientifiques et envisager une politique prophylactique pour contrer les tares héréditaires. En tant que pionnier belge dans ce domaine, Vervaeck consacre toute sa carrière à cette ambitieuse entreprise. Il élabore un questionnaire à l’intention des détenus, des indices physiologiques objectivant les stigmates de dégénérescence héréditaire, rédige de nombreux articles et crée un cours d’anthropologie criminelle destiné à ses collègues et au personnel pénitentiaire.
Dans la continuité des travaux de Lombroso, Vervaeck soutient l’idée qu’il existe un substrat biologique héréditaire au comportement délinquant mais que celui-ci est déclenché par des facteurs extérieurs. Il insiste sur la notion de blastotoxie qui désigne la détérioration des éléments reproducteurs sous l’effet de poison. Parmi les différents poisons existants, il cite l’alcool mais également les drogues, les intoxications, la tuberculose, la syphilis, la malnutrition, etc. Ces facteurs, au moment de la procréation induisent, selon Vervaeck, une prédisposition criminelle. On le voit, dans cette conception, héréditaire n’est pas synonyme de génétique. Son modèle de compréhension de la délinquance intègre des paramètres biologiques mais également environnementaux. Il peut être intéressant de resituer ces réflexions dans le contexte historique de la Belgique à l’aube du XXe siècle. En effet, le pays est en plein essor industriel et voit apparaître une bourgeoisie nouvelle qui s’enrichit de l’exploitation et du traitement du fer et du charbon. Une grosse partie de la population appartient à la classe ouvrière, ne disposant pas de couverture syndicale et dont les conditions de travail sont très éprouvantes. La majorité de la population est donc soumise à un environnement nocif à la santé, à une absence d’éducation, à une hygiène défaillante, aux maladies sexuellement transmissibles, à la tuberculose, à la silicose, à un stress professionnel important, à la malnutrition, etc. Le recours à l’alcool est très fréquent dans les milieux ouvriers. Cet alcool fut pointé du doigt par les médecins de l’époque mais également par les pouvoirs politiques, qui prirent des mesures pour réduire l’ivresse sur la voie publique. Vervaeck est d’ailleurs un militant actif dans le souci de réduire ce qui était perçu comme un fléau social. En s’intéressant au concept de blastotoxie, il se penche sur les conditions délétères du développement de l’embryon humain mais également à celui des enfants dans le contexte social de l’époque. Sa critique de la société est toutefois minimale. Il milite cependant pour améliorer les habitations, l’alimentation, pour favoriser le sens moral grâce aux valeurs religieuses, pour décourager la fréquentation des cafés et des divertissements. Il prône un hygiénisme social censé combattre la dégénérescence de l’espèce. Il déconseille le métissage et soutient la Société belge d’eugénisme qui entend « essentiellement par la sélection et la protection des meilleures unités de la race (de) relever le niveau biologique de la société et, par application de mesures pratiques d’éducation et de prophylaxie, tels l’initiation sexuelle prudente et l’examen médical avant le mariage, d’éviter la procréation de tarés et dangereux ».
Les recherches de Vervaeck lui permirent de rassembler un grand nombre de données et d'en publier les résultats lors de congrès scientifiques ou dans des revues criminologiques.

### Service d’anthropologie pénitentiaire

#### Création (1920)
Séduit par les travaux et les ambitions de Louis Vervaeck, le ministre de la Justice Émile Vandervelde décide de créer des laboratoires d’anthropologie pénitentiaire dans les plus grandes prisons. Ainsi naît le Service d’anthropologie pénitentiaire (SAP) censé permettre d’adapter le régime carcéral en fonction des caractéristiques des détenus. L’idée sous-jacente est d’individualiser la peine du détenu en l’envoyant dans une prison lui correspondant, mais également de mieux connaître les caractéristiques anatomiques, biologiques et psychologiques des condamnés, en un mot de mieux connaître   l’homme délinquant, d’où le titre de service d’anthropologie. 
Un an plus tard, sont créées des annexes psychiatriques dans certaines prisons afin de permettre l’observation de détenus problématiques. Marcel Alexander, médecin anthropologue à cette époque, constate que :

« Parmi ceux qui sont placés dans ces annexes, les sujets atteints de maladies mentales classiques ne représentent, comme on pouvait s’y attendre, qu’une petite minorité. Ces salles hébergent surtout des détenus présentant des anomalies de comportements imputables à des troubles du caractère, des névropathes, des psychopathes à symptomatologie très variées et très complexes. »

— Alexander 1967, p. 302.
Ce constat est d’autant plus important qu’il mène en 1930 à la promulgation d’une loi dite de défense sociale concernant les délinquants anormaux et les récidivistes, officialisant le rôle imparti aux annexes psychiatriques. Selon Radzinowicz, le vote de cette loi est à souligner car elle renvoie à l’influence que la profession médicale eut sur la législation pénitentiaire.
Le personnel du Service d’anthropologie pénitentiaire se retrouve dès lors impliqué dans la prise en charge de cette catégorie de détenus. Wim Depreuw note que, malgré le renfort des premiers auxiliaires sociaux la même année, le travail du Service d’anthropologie pénitentiaire est complètement accaparé par cette catégorie de détenus, au détriment des autres. Par exemple, l’avis du médecin anthropologue peut être demandé pour décider d’octroyer une libération anticipée à un détenu. Casselman constate que durant l’entre-deux-guerres, Louis Vervaeck et le ministre Émile Vandervelde sont associés dans une reforme approfondie des pratiques pénitentiaires qui défend l’amendement par l’éducation et le travail dans une optique de réinsertion.
Alexander, précise que, progressivement, « le rôle des anthropologues ne se limite plus à la recherche pure ou à la vérification des théories ». Leurs observations débouchent sur des recommandations pour un traitement individuel et un type de régime pénitentiaire des condamnés examinés. Par ailleurs, un examen systématique est prescrit pour tous les condamnés, trois à six mois avant la fin de leur peine.
Ces réformes rencontrent toutefois un obstacle inattendu, lorsque l'armée allemande envahit la Belgique le 10 mai 1940.

#### Pendant la Seconde Guerre mondiale (1940 à 1945)
(octobre 2017).
Si vous disposez d'ouvrages ou d'articles de référence ou si vous connaissez des sites web de qualité traitant du thème abordé ici, merci de compléter l'article en donnant les références utiles à sa vérifiabilité et en les liant à la section « Notes et références ».
À la suite de la capitulation et de l’exil volontaire d’une partie du gouvernement belge en Angleterre, le pays est occupé et placé sous administration militaire allemande dirigée par le général von Falkenhausen. Les prisons belges sont notamment utilisées par les différents corps de police allemande pour incarcérer les prisonniers politiques et résistants.
Les quelques documents officiels disponibles (Bulletins de l’administration pénitentiaire) se réfèrent essentiellement à la gestion de la surpopulation et au régime spécifique appliqué aux inciviques après la libération. Ils abordent peu l’action du SAP. Cette période est cependant loin d’être stérile.
L’existence de rapports anthropologiques aux archives nationales indique que les médecins anthropologues poursuivent la rédaction de ceux-ci pour les détenus de droit commun. Le médecin anthropologue, Étienne De Greeff publie Amour et crime d’amour en 1942 et Âmes criminelles en 1949 à partir de son expérience à la prison de Louvain central où il exerçait depuis 1926.
Par ailleurs, les travaux de la Commission internationale pénale et pénitentiaire se poursuivent et des réformes novatrices importantes sont expérimentées en milieu carcéral belge.
La libération de la Belgique par les alliés, en septembre 1944, provoque une violente répression contre les inciviques, collaborateurs (réels ou supposés) de l’administration allemande. Certains sont violentés, voire tués, mais ces excès sont très limités grâce à l'action de l'auditorat militaire. D’autres sont incarcérés, comme en témoigne une augmentation de la population carcérale de 4 500 détenus (en 1940) jusqu’à 52 000 inciviques et 7 000 droits communs en 1945.

#### Après la Seconde Guerre mondiale (1945-1950)
Le gouvernement belge, de retour au pays, considère le problème de l’incivisme comme une question socio-politique prioritaire. Pour Philippe Mary, cette période figure « l’un des seuls moments où la question criminelle ne sera pas abordée dans l’optique individualisante » puisque « cette délinquance est imputable à des causes extérieures à l’individu ».
À la répression « pure » et la classification rudimentaire entre détenus de droit commun et inciviques de 1945 et 1947, succède une vaste action de rééducation des condamnés et de leur entourage, « dans un souci de garantir la paix sociale, d’assurer la stabilité politique et la reconstruction du pays ». La possibilité de rachat est offerte à tous les condamnés inciviques proportionnellement à leurs fautes, leurs aptitudes et leur volonté d’amendement, observées en régime ordinaire. Un véritable traitement des inciviques dans des centres d’internement miniers ou d’éducation professionnelle est élaboré par le ministre de la justice Paul Struye et l’administration pénitentiaire.
Ce régime spécifique est confié à un magistrat militaire, Jean Dupreel. Il expérimente, de septembre 1947 à mai 1950, des principes novateurs tels que le travail-rachat : « par la réalisation d’un travail utile à la société, le condamné reconnaît qu’il a causé préjudice à celle-ci et accepte de le réparer », l'auto-gestion (certains détenus participant activement à l'organisation de la prison) et le régime ouvert communautaire. Ces expériences positives sont considérées par les criminologues comme un moment clé ébranlant la conception de la détention cellulaire. Elles seront longuement débattues lors du premier congrès des Nations unies sur la prévention du crime et le traitement des délinquants en 1955.
Bien que centrées sur la resocialisation, elles ne seront pas généralisées aux délinquants de droit commun. D’après l’administration pénitentiaire belge, la délinquance politique aurait un caractère fondamentalement occasionnel propre aux circonstances de guerre. La majorité des détenus inciviques présenterait une moralité et un niveau intellectuel plus élevés et ne serait pas assimilable à des délinquants de droit commun « médiocres et inaptes pour causes diverses ».
En 1948, l’administration se recentre sur les condamnés de droit commun en s’inspirant en partie de l’organisation du régime de vie en communauté qui responsabilise et « prépare le reclassement afin de réduire les risques de récidive criminelle [...] à condition qu’une sériation efficace ait pu être opérée parmi les détenus ». Celle-ci se base sur une observation scientifique, mission des Services d’Anthropologie Pénitentiaire.

### Création du Centre d’anthropologie pénitentiaire au sein du SAP et fondements de l’évaluation clinique en 1950
Les dix laboratoires anthropologiques ne redeviendront pleinement opérationnels qu’en 1950. 
Sur le plan international, les Nations unies discutent, dès 1951, l’ensemble des règles minima pour le traitement des détenus (adoptées en 1955). Ces règles définissent un politique pénitentiaire reposant sur certains principes forts :
1. garantir la dignité et le sens des responsabilités des détenus ;
2. individualiser la peine ;
3. diminuer la souffrance induite par cette peine ;
4. maintenir l’appartenance du détenu à la société ;
5. encourager la réhabilitation du détenu ;
6. faciliter le retour dans la société lors de la libération.

Ces principes se concrétisent dans la politique pénitentiaire belge par la circulaire ministérielle du 31 mai 1951 sur la spécialisation des prisons et des établissements de défense sociale qui préconise notamment l’organisation d’examen anthropologique de certains d’entre eux en vue de classification.
Étienne De Greeff sera la figure marquante de cette période. Il accompagne la naissance et le développement d’une criminologie clinique d’inspiration phénoménologique à partir, notamment, de ses trente années d’expérience de médecin anthropologue avec les condamnés pour homicides.
Articulant pratique et élaboration scientifique, il se distancie assez rapidement des théories positivistes et étiologiques européennes de son époque, centrées sur les différences exclusives entre les délinquants et les non délinquants :

« Le criminel est avant tout un être humain qui ressemble bien plus aux autres humains qu’il n’en diffère ; [...] il n’est pas […], un automate inconscient balloté par l’hérédité, par l’endocrinologie, par les circonstances sociales [...] »

— De Greeff cité par Casselman 2010, p. 195
Le clinicien doit entrer dans le monde de référence du détenu et le comprendre. Une observation professionnelle dans un cadre relationnel de confiance et la reconstruction de son histoire de vie avec la personne, « sans se laisser guider ou limiter par aucune prémisse », sont essentielles.
La priorité est donnée à l’examen clinique sur les tests et questionnaires, « l’examen clinique l’emportera toujours en certitude. C’est lui qui fait surgir les problèmes ». Il évoque la difficulté particulière d’évaluer la responsabilité d’un délinquant de manière scientifique, « s’il était nécessaire de donner une réponse rigoureusement pensée, tout expert devrait se récuser ».
Le CAP, créé à la prison de Louvain central en 1950, concrétise son approche. Le but est de centraliser les dossiers moraux et anthropologiques et de les analyser dans une perspective criminologique et pénitentiaire. Étienne De Greeff a créé progressivement, depuis 1935, un modèle de dossier anthropologique individuel standardisé susceptible de mesurer l’évolution du détenu entre l’entrée et la sortie de prison.
L’histoire de vie du détenu, sa position à l’égard des faits et les données d’observation cliniques systématiques y sont consignées. Au cours du temps, la partie psychologique (traits marquants de la personnalité sur base de tests et d’entretiens cliniques) et l’analyse de la situation sociale s’étoffent tandis que diminuent les mensurations et détails morphologiques.
L’ensemble des données est synthétisé dans un rapport « qui permet à la fois une gestion individuelle d’orientation et de traitement et une étude étendue de l’étiologie de la délinquance ». Cette synthèse a pour objectif la compréhension de la personne, le lien entre le délit et la dangerosité dans certaines circonstances ainsi que la recherche d’interventions. La notion d’état dangereux est envisagée dans une perspective assez dynamique dans la mesure où les indices présents sont mis en lien avec les moyens de prévention.
Les écrits scientifiques d'Étienne De Greeff élaborent ainsi progressivement une conception du comportement délinquant comme le résultat d’un processus (maturation criminelle et phases jusqu’à la justification interne de l’acte) où se mêlent éléments de personnalité et circonstanciels, avant et après le délit. L’examen interdisciplinaire de la personne par le médecin anthropologue, le surveillant mensurateur et l’auxiliaire social s’effectue sur le modèle de l’observation clinique et l’analyse du processus criminogène. Il permet de détecter les situations à risque et les moyens d’intervention. Ceci le mène à plaider pour un suivi post-pénitentiaire des détenus et internés dans les dispensaires d’hygiène mentale de l’époque.
Les hypothèses de criminogenèse tiennent compte de l’influence du contexte plus large, de l’hérédité, de la psychopathologie et du milieu ainsi que du contexte plus spécifique qui concerne les moments plus proches de la commission des faits. Le concept de criminogenèse, élaboré sur base de l’observation clinique et centré sur l’idée de processus, sera le thème de son rapport lors du Deuxième Congrès de la Société Internationale de Criminologie en 1950 à Paris.
Les tensions entre les conceptions d'Étienne De Greeff et celles de l’administration pénitentiaire belge sont exposées dans le discours de Jean Dupreel devenu directeur général, en 1955. Pour lui, le régime pénitentiaire idéal est communautaire et se base sur une « discipline consentie ». Son modèle est celui de l’éducation scoute (justice, charité, solidarité et sacrifice), « le rôle essentiel du traitement pénitentiaire est de donner ou rendre ce qui lui a manqué dans la vie : le sens social, l’aptitude à gagner sa vie et à élever une famille dans des conditions saines et honorables ». Il précise que les orientations du SAP sont de favoriser un régime progressif responsabilisant « via une évaluation, un dépistage, une orientation et un avis constructif ». Les principes sont le traitement individuel et la socialisation pour combattre les effets néfastes de l’isolement cellulaire et favoriser « ce qui contribue à maintenir ou créer en lui un sentiment d’appartenance au milieu social ». Il se veut également assez souple afin de tenir compte de l’évolution des cas individuels en fonction de résultats de l’observation. Des moyens accrus en personnel scientifique, des formations et la création d’un nouveau modèle de dossier anthropologique sont envisagés ainsi qu’une collaboration accrue entre le SAP et les universités belges.
Ainsi, le début des années soixante et suivantes sont marquées par le développement et l’élargissement de la criminologie clinique à l’environnement social et relationnel et par des liens privilégiés entre pratique carcérale et élaboration scientifique. Les affinités entre l’école de Criminologie de Louvain et l’école de Chicago sont évoquées par Digneffe et Adam, à savoir une perspective phénoménologique, une distanciation du positivisme et une conception de la transgression comme un processus d’adaptation normale des sujets à leurs conditions de vie.
À partir de 1962, Christian Debuyst (psychologue et criminologue) s’intéresse ainsi à l’intégration des études interactionnistes américaines et aux thèses sociologiques de la réaction sociale. Pour cet assistant d'Étienne De Greeff, il ne s’agit pas de répertorier des différences ni se limiter à l’étude des effets de l’étiquetage, mais de s’intéresser à la transformation par le système pénal d’un acte en infraction et de mettre en évidence les dangers d’un « utilitarisme implicite ».
Les comportements délinquants ne possèdent entre eux aucun caractère commun, sauf celui d’être réprimés par une loi pénale […] ils ne doivent donc plus être étudiés en tant qu’ils sont criminalisés mais seulement parce que problématiques ou considérés comme tels.
Debuyst (1975) introduit la notion d'acteur social pour mettre en évidence que le sujet est à la fois porteur de déterminisme mais aussi de libre arbitre et qu’il opère des choix face aux situations à partir de sa position dans le cadre social. La délinquance n'est dès lors pas définie comme un acte négatif en soi mais comme expression d'un lien spécifique du sujet avec son groupe social, dans le cadre d'une relation conflictuelle. Il insistera plus tard sur la vulnérabilité sociale de certaines couches socio-économiques basses. La délinquance serait une construction sociale résultant d’inégalités de pouvoir dans la structure sociale. La prévention est essentielle. Elle doit se baser sur une politique socio-économique « luttant contre les inégalités, les discriminations, une reconnaissance de la diversité culturelle par la réduction du contrôle social et donc du risque de confrontation ». Il convient donc pour le criminologue de « se focaliser sur les potentialités des délinquants et non sur les risques dont ils sont porteurs pour amener à une participation effective dans la recherche de solutions qui leur sont propres ». Cette conception sera intégrée, en 1998, dans l’obligation pour le détenu de présenter un programme de réinsertion dans le cadre de la novelle loi sur la libération conditionnelle.
Ces deux théories marquent la criminologie belge à partir de cette époque et auront leurs implications dans la prise charge interdisciplinaire des délinquants mis en position active dans la recherche de solutions, comme en témoigne la création du Centre d’orientation pénitentiaire.

### Création du Centre d’orientation pénitentiaire en 1963
Ley  et Dupreel présentent le Centre d’orientation pénitentiaire (COP) comme un organisme de consultation pour l’administration pénitentiaire qui se situe dans la ligne des idées du régime communautaire, de la libéralisation et de l’individualisation de la détention qui se sont imposées depuis la fin de la Seconde Guerre mondiale.
Le COP est chargé d’étudier la situation du condamné dans son ensemble et de formuler un avis motivé pour les situations difficiles au niveau de l’orientation, du traitement et des perspectives de réinsertion. Cet éclairage individuel se double d’un objectif de perfectionnement des méthodes de traitement pénitentiaire par la mise à disposition de ce matériel pour les chercheurs universitaires.
L’idée de créer un organisme pénitentiaire chargé d’orienter la classification des détenus rejoint les expériences européennes de la France avec le Centre National d’Orientation (CNO) à la prison de Fresnes pour tous les condamnés, de l’Italie, mais aussi et surtout, des Pays-Bas où la Psychiatrische Observatie Kliniek à Utrecht est opérationnelle depuis 1949 et rencontre des objectifs assez similaires à ceux du COP. Ce panorama international de politique pénitentiaire s'effacera progressivement à partir des années 1980.
Ley est convaincu qu’il convient « de se garder des excès du sociologisme et du psychologisme et que pour progresser, la criminologie doit être clinique ». Il a dès lors l’ambition de créer les conditions d’une « vraie criminologie clinique […] difficile à réaliser tant est grande la complexité des problèmes qu’elle pose ». Il insiste sur la nécessité d’une approche médico-psycho-sociale intégrée au sein d’équipes interdisciplinaires et sur l’importance d’études de follow-up systématiques.
Le COP est dirigé par un  psychiatre, médecin-directeur du SAP, Jean-Pierre De Waele, assisté par une équipe scientifique composée de psychologues, de sociologues et de psychiatres. Des chercheurs des Universités et des étudiants stagiaires sont associés en permanence au fonctionnement du centre. L’équipe travaille en étroite collaboration avec un personnel de surveillance sélectionné, formé à l’observation et régulièrement évalué.
Le séjour des détenus dans le centre est organisé, dans l’idéal, par session de six à douze mois et par groupe de quinze. Le régime, communautaire, permet une observation continue du comportement individuel et des interactions lors des activités de travail, sportives et récréatives.
La pierre angulaire de l’examen est l’autobiographie que le détenu est amené à rédiger à son entrée dans le centre. Christine Kloeck  précise l’utilisation convergente de quatre méthodes d’approche : l’autobiographie et les enquêtes sociales dans le milieu du détenu, (définies comme diachroniques), tandis que l’observation directe du comportement journalier ainsi que les tests individuels et collectifs peuvent être considérés comme synchroniques.
L’ensemble de ces données est ensuite rattaché à un inventaire biographique qui contient des séries de questions ouvertes, des questionnaires et échelles d’évaluation. Les éléments médicaux (notamment des électroencéphalogrammes) et l’analyse de documents (tels que les expertises et les dossiers judiciaires) complètent systématiquement ces investigations.
L’examen de personnalité est suivi d’un rapport transmis aux autorités compétentes chargées de décision dans le cadre des procédures de libération conditionnelle et des congés pénitentiaires après leur instauration. Celui-ci comprend un diagnostic (social, de personnalité et de criminalité), des propositions de traitement pénitentiaire (recommandations spécifiques) et l’évolution probable au moment de la libération, ceci en fonction de son passé et de sa situation actuelle. Chr. Kloeck précise qu’il est indispensable que le COP garde une position indépendante, « ce qui compte tenu des objectifs de recherche scientifique correspond à une absolue nécessité ».
Une logique scientifique et clinique axée sur la réinsertion et une logique plus politique, centrée sur la sécurité de la société coexistent à nouveau et sont régulièrement en tension.
Si les avis du COP sont généralement suivis, ils ne le sont qu'en partie étant donné, d’une part, le système de classification basé partiellement sur des critères juridiques (durée de la peine, primaires ou récidivistes,…); et d’autre part, sur l’absence d’infrastructure de traitement (au sens large) qui constitue un obstacle important aux recommandations. De même, la collaboration entre le COP et les équipes satellites créées dans dix établissements pénitentiaires belges n’apparaîtra pas idéale.
Par ailleurs, les décideurs se plaignent de la longueur et de la complexité croissante des rapports du COP, se demandant si l’objectif premier (fournir des informations pertinentes pour la prise de décision) n’est pas perdu. La violation non justifiée de la vie privée, non seulement des détenus mais aussi des tiers, est par ailleurs dénoncée même si « de par la nature et la gravité des délits [...] aucun chaînon du développement biographique de la personne ne peut rester inexploré » et qu’un « diagnostic pleinement justifié et apprécié des détenus a incontestablement des effets thérapeutiques bénéfiques ». Le souci énoncé de « se garder de certaines formes d’activisme pragmatique » se doublait ainsi du fantasme de la connaissance totale présenté comme à même de diminuer la zone d’incertitude.
Les critiques virulentes du régime pénitentiaire belge se manifestent dans d'importants mouvements de revendications des détenus (affaire de Louvain en 1976) et dans la mise en cause progressive de l’action du COP dont les installations sont saccagées lors de la mutinerie de la prison de Saint Gilles en 1987.
Ces diverses raisons mènent, en 1987, à l’annulation du projet pour remplacer le COP. Le nouveau bâtiment, prévu rue de Berkendael, est réaffecté au quartier des femmes de la prison de Forest.

### Création des unités d’orientation et de traitement (UOT) au sein du SAP en 1971
En 1971, une restructuration importante du SAP, dote dix prisons d’Unités d’observation et de traitement (UOT), considérées comme satellites du COP. À côté de ces unités, le service social des prisons est créé en 1972.
Les UOT sont des équipes interdisciplinaires composées de psychiatres, psychologues et d’assistants sociaux destinées à être le volet exécutif de la collaboration entre les universités et l'administration pénitentiaire belge. Les tâches respectives ne semblent avoir été définies qu’en termes généraux.
Les UOT sont constituées de fonctionnaires dépendant de l’administration pénitentiaire et orientées vers la pratique et le traitement. Les universitaires restent en principe indépendants et selon Kloeck (1980) « se consacrent à la recherche scientifique dans le but d’étoffer leurs cours universitaires en criminologie et établir les bases d’une nouvelle orientation de la politique criminelle ».
La déception sera importante de part et d’autre. Selon l’analyse de Kloeck (1980), les UOT en sous-effectif chronique gèrent avant tout le quotidien et se cantonnent au pragmatisme. Leurs observations et l’aide sociale aux détenus ne sont nullement coordonnées ni traitées systématiquement. Par ailleurs, l’absence totale de coordination entre les équipes universitaires et le manque de communication entre l’administration pénitentiaire et les universités auront pour résultat que « les cours universitaires théoriques en criminologie ont jusqu’à présent bénéficié beaucoup plus de cette collaboration que la politique pénitentiaire ». Des tensions importantes émergent dès lors entre administration et milieux académiques qui se sentent instrumentalisés. Il s’agit là d’un débat plus large également présent au niveau international. 
Un vent international de critiques s’abat en effet sur le monde pénitentiaire et se cristallise autour des conclusions de Martinson qui affirme que « à de rares exceptions près et qui sont des cas isolés, les efforts de réhabilitation qui ont été jusqu’ici rapportés, n’ont pas d’effet appréciable sur la récidive ».
Caricaturé en deux mots, le « Nothing Works » aura valeur de slogan symbolisant l’échec du modèle idéal de réhabilitation : « la vision plus humaniste qui voyait l’individu au centre de la détermination de la peine et non le crime lui-même, allait s’effondrer […] pour laisser toute la place à une nouvelle orthodoxie punitive ».
En Europe, Michel Foucault (1975) émet des critiques majeures sur l’usage socio-politique de la prison dans le cadre plus général du contrôle social. Il dénonce par ailleurs la position de pouvoir exorbitante des psychiatres (qualifiés de « petits juges en toge blanche ») et leur responsabilité dans la montée des processus de normalisation et de formation d’une société de surveillance. La décennie suivante, marquée par l’image prédominante d’« une prison dégradée » mène Mary à en conclure que « la prison est incapable de remplir sa mission de rééducation voire produit des effets contraires et l’idée même de traitement est remise en question ». 
En 1979, le colloque du cinquantième anniversaire de l’école de criminologie de l’Université catholique de Louvain intitulé « La notion de dangerosité a-t-elle encore un sens ? » s’applique à déconstruire aussi bien la notion de dangerosité que celle de la personnalité criminelle. Adam et Digneffe (2004) précisent que les travaux visant les échanges internationaux interrogent les présupposés normatifs et politiques du droit pénal et l’orientation déformante qui réduit le délinquant à des aspects négatifs tels que l’agressivité ou l’impulsivité.
Ces critiques contribuent à focaliser les débats sur l’une des deux options: réforme ou abolition de la prison.
L’élaboration théorique de De Waele, Depreeuw et Matthys (1990), Daders van dodingen, analysant de façon approfondie quelque 600 dossiers, prendra plus de temps que prévu et ne sera publiée qu’en 1990 après la dissolution du COP.
Afin de répondre à un certain nombre de constats et de revendications, se développent en Belgique des réformes institutionnelles ou de politique pénitentiaire assez intéressantes ayant pour support la version européenne de l’Ensemble des règles minima pour le traitement des détenus (1973).
En 1980, apparaît en Belgique un partage de compétences avec la loi spéciale de réformes institutionnelles (1980, II, art. 5 7°) selon lequel, le SAP et le service social pénitentiaire exécutent les décisions pénales et les autres services sociaux sont chargés de l’aide sociale indépendante hors enjeux d’évaluation et de contrôle des conditions à la libération.
Dans la lignée des contestations sur l’emprisonnement (Nothing Works et Foucault) paraît en 1981, sous l’impulsion du directeur général, Julien Deridder, la circulaire ministérielle dite de sélection négative (1390 IX, du 20 mai 1981, ministère de la Justice). Tous les détenus sont libérables au moment où les conditions de temps sont atteintes sauf s’il existe des contre-indications à la mise en liberté, relatives à « la nature de la personnalité du condamné, sa prise de conscience de ses responsabilités, ses possibilités d’accueil et de logement, ses moyens d’existence ». L’examen de ces contre-indications sera confié en partie au SAP. L’administration pénitentiaire restera tiraillée entre ce mouvement humaniste de réinsertion et un mouvement sécuritaire de répression.
Ainsi dès décembre 1983, le ministre de la justice Jean Gol va limiter drastiquement la portée de la circulaire pour les condamnés à la suite d'actes de violence sérieuse contre les particuliers ou les forces de l’ordre. Il s’agit là d’un premier véritable ciblage sur une population spécifique ; tandis que le congé pénitentiaire — instauré en 1976 —, normalisant les relations du détenu avec sa famille et la société et préparant progressivement la libération, devient systématique en 1984.
Apparaissent, en 1985, de nouvelles politiques sécuritaires dans un climat national et international traumatisé par le grand banditisme et les actions terroristes de mouvements révolutionnaires armés. L’État belge instaure parallèlement une aide étatique en faveur des victimes d’actes intentionnels de violence (loi du 1er août 1985), jalon important de la reconnaissance de la victime dans le système pénal. La population traumatisée y trouve un certain apaisement.
L’influence des médias sera, à partir de ce moment, prédominante. Ce type de délinquance posant un problème politique, l’approche prend une dimension plus sociétale qu’individuelle.
Il en résulte un désinvestissement du champ de recherche pour le domaine pénitentiaire qui s’accentue par la fin de parution du Bulletin de l’Administration Pénitentiaire (BAP) en 1985 et une réduction significative des effectifs du SAP de 1987 à 1993.
Les équipes « réduites comme peau de chagrin », selon l’expression de De Waele et Depreeuw (1990), ne peuvent s’occuper que des problèmes quotidiens que soulève la détention et se cantonnent dans le pragmatisme.
En 1990, les arrêtés d’exécution de la nouvelle loi de réformes institutionnelles du 8 août 1988, précisent la répartition des compétences et la collaboration entre l’Etat fédéral et les communautés linguistiques à l’égard des justiciables, dans l’objectif de garantir le droit du détenu à une aide sociale en vue de sa réinsertion.

### Renaissance des UOT dès 1993
Durant l’été 1992, l'affaire Marc et Corine secoue l’opinion publique et met en évidence la nécessité d’examiner des personnes plus à risque avant une mise en liberté conditionnelle. La victime devient le centre des préoccupations sociétales et politiques sous la pression notamment des médias et de mouvements citoyens.
Le ministre de la Justice, Melchior Wathelet, décide l’ouverture de nouvelles UOT et le renforcement des équipes existantes. L’extension se fera en vagues successives, entre 1993 et 1995, jusqu’à ce que chaque prison belge soit dotée d’une UOT comprenant au moins un psychologue, un assistant social, un psychiatre, un directeur (souvent criminologue) et un assistant administratif.
Le nouveau médecin psychiatre directeur du SAP, Max Vandenbroucke, s’adjoint des référents psychologues et assistants sociaux pour le recrutement, la formation et l’évaluation du personnel des UOT et une réflexion commune sur les questions méthodologiques et éthiques. Il a le souci de maintenir une collaboration étroite avec l’administration pénitentiaire et de conserver une approche clinique tenant compte des impératifs et enjeux politiques.
Le SAP doit ainsi concilier une approche humaniste du détenu et la protection de la société et des victimes potentielles, comme le précisent les circulaires ministérielles  no 1629/xiii du 12 juillet 1994 et no 1646/xii du 8 juin 1995 (ministère de la Justice) ayant pour objet l’officialisation respectivement des UOT et du SAP.
Selon leurs missions, les UOT « doivent contribuer à humaniser l’exécution des peines ». À cet effet, elles soutiendront les efforts entrepris en vue d’accroître le bien-être psycho-social des détenus.
L’action vis-à-vis des détenus consiste en « une approche diagnostique, thérapeutique et pronostique de l’état mental des détenus » y compris les prévenus et les internés (accueil, accompagnement psychosocial, étude de personnalité et préparation du reclassement du détenu). L’action vis-à-vis du personnel de l’établissement consiste en des formations et un accompagnement d’agents victimes d’expériences traumatiques dans l’exercice de leur fonction.
Les examens approfondis de personnalité ne sont réalisés que sur un certain nombre de détenus suivant des critères déterminés par le SAP (meurtres, violence grave sur les personnes, problématiques psychiatriques, spécificités des délits tel que torture). Tout en respectant les conditions de temps légales, la présentation du dossier au décideur se réalise au moment estimé le plus opportun pour la resocialisation du détenu. La méthodologie de l’examen de personnalité est sensiblement la même que celle élaborée au COP. Le souci est d’instaurer un climat d’écoute avec une dynamique dite pré-thérapeutique. Pour Vandenbroucke et ses collaborateurs, inspirés notamment des réflexions de Balier (1988), l’examen de personnalité répond ainsi à trois objectifs complémentaires : un diagnostic, un pronostic et une incitation aux soins.
On constate que le ministère de la justice, octroyant les libérations conditionnelles, accorde une importance de plus en plus grande aux rapports des UOT jusqu’à rendre un avis spécialisé obligatoire pour les abuseurs sexuels avec la parution de la loi du 13 avril 1995 relative aux abus sexuels à l’égard des mineurs (articles 6 et 7) sous l’impulsion du ministre de la Justice, Melchior Wathelet. La loi prévoit également la mise en place obligatoire d’une guidance ou d’un traitement adapté dans une logique de réseau.
Des résistances et tensions assez vives apparaîtront avec les praticiens de la santé, démunis face à une clinique complexe qu’ils connaissent mal et vivant cette obligation de suivi comme une instrumentalisation de leurs pratiques.
Les projets de recherche spécifiques nationaux (adaptation de tests spécifiques, élaboration d’un manuel de programme pré-thérapeutique) et internationaux (projets européens relatifs à l’évaluation et au traitement des auteurs d’infraction à caractère sexuel) s’intensifieront autour de cette clinique précise. Ils retisseront de cette manière un certain lien et des partenariats avec les universités et les colloques internationaux. Des budgets importants seront débloqués par le nouveau ministre de la justice, Stéphane De Clercq, dans un contexte socio-politique à nouveau particulièrement émotionnel à la suite de l’enlèvement, des abus sexuels et des meurtres de fillettes et jeunes femmes (affaires Dutroux et Derochette).
D’après Philippe Mary, la renaissance des UOT en 1992 signe « l’avènement d’une logique d’intervention plus proche de la gestion des risques que de la réinsertion ». Il rejoint le constat de Dan Kaminski, qui s’étonne que « l’objectif de l’emprisonnement soit, dans les discours, la réinsertion sociale alors que l’enjeu de la libération est la réduction des risques ». Pour le criminologue, plutôt que de calculer au mieux le risque de récidive, les intervenants devraient se centrer sur la préparation à la sortie et « travailler aux conditions d’évitement que le sujet ne s’emmure et que la collectivité n’opère la réduction de l’autre à son comportement ». Il précise que « quelle que puisse être la critique du traitement en prison, le lien entre observation et traitement s’est distendu au profit d’une expertise préventive et prédictrice, toute orientée vers l’aide à la décision administrative de libération conditionnelle  et la réduction des risques de récidive ».

### Création du Service psychosocial (SPS) en 1998
(octobre 2017).
Si vous disposez d'ouvrages ou d'articles de référence ou si vous connaissez des sites web de qualité traitant du thème abordé ici, merci de compléter l'article en donnant les références utiles à sa vérifiabilité et en les liant à la section « Notes et références ».
Le 1er janvier 1998, le service psychochosocial (SPS) est créé comme structure unifiée englobant le SAP, les UOT et le service social interne (d’exécution des décisions judiciaires pour les missions intra-muros) dans un contexte plus large de réorganisation managériale.
La mission du SPS est clairement la mission d’avis à l’attention des autorités compétentes dans le cadre de l’exécution de la peine. 
Le service psychosocial apporte une assistance professionnelle aux autorités compétentes par les avis qu’il formule. Il contribue, par une approche scientifique, à la réintégration psychosociale des détenus afin de limiter la récidive tout en contribuant à l’exécution sûre et humaine de la peine.
La perte du nom Observation et traitement induit une crise identitaire professionnelle assez profonde chez les intervenants des équipes, soucieux de maintenir une dimension relationnelle humaine avec chaque détenu évalué. La loi du 5 mars 1998 relative à la libération conditionnelle va en effet cadrer les pratiques professionnelles. Elle édicte les conditions et les contre-indications précises à la libération conditionnelle des condamnés, ce qui ipso facto a une implication directe sur la méthodologie des SPS. Les praticiens se voient contraints d’accompagner le plan de reclassement de chaque détenu et d’évaluer celui-ci dans les délais légaux parfois très courts, ce qui entraine une charge de travail conséquente et la crainte que cela soit au détriment de la qualité des interventions. Les contre-indications réfèrent à un risque sérieux pour la société et faisant raisonnablement obstacle à la réinsertion sociale du condamné. Elles se rapportent aux possibilités de réinsertion du condamné, à sa personnalité, au comportement en détention, au risque de commettre de nouvelles infractions et à son attitude à l’égard des victimes d’infractions qui ont donné lieu à sa condamnation.
La décision échoit aux Commissions de libération conditionnelle instaurées par la loi. Elles sont présidées par un magistrat assisté de deux assesseurs, l’un spécialiste en réinsertion sociale, l’autre en exécution de la peine. Un rapport est exigé pour chaque détenu dans le cadre de décision d’octroi à une libération conditionnelle dont la procédure est contradictoire. Dans un souci pragmatique, Vandenbroucke distinguera le degré d’approfondissement du rapport et de pluridisciplinarité d’évaluation du détenu. Il propose la notion, à première vue paradoxale, d’expert généreux, évoque la notion de transfert et précise que : A l’intérieur du cadre formel de l’évalué et de l’évaluateur s’échangent de mots, et que lorsque ces mots sont prononcés une fois, ils suivent leur propre chemin.
La fonction d’avis est, elle, présentée comme ayant un objectif double, l’information des décideurs et « le rendre meilleur » du détenu. Par le biais de la conscientisation, de la motivation et de l’orientation, le détenu doit retirer quelque chose de l’examen psychosocial.
Le rapport peut être lu par le détenu, son avocat, le directeur de la prison, le ministre de la justice et les magistrats. Le fait que le destinataire ne soit plus uniquement le décideur complexifie l’écriture car chacun des lecteurs a un regard et des attentes différentes vis-à-vis du rapport.
Vandenbroucke et ses collaborateurs s’inspirent de référents théoriques différents d’inspiration anglosaxonne, psychanalytiques, philosophiques, etc., impliquant des modalités de prise en charge sensiblement différentes.
Un des soucis du SPS est de concilier ces conceptions et méthodes au niveau des outils et des positionnements éthiques. Il s’agit de garantir une approche humaine et scientifique de la personne examinée mais aussi un équilibre entre les intérêts de la personne détenue, ceux de la société mais également ceux de la victime, s’inscrivant de la sorte « dans l’ouverture progressive des politiques pénales et pénitentiaires au concept de réparation ». Selon cet auteur, la circulaire ministérielle du 4 octobre 2000, instaurée par le ministre de la justice Marc Verwilghen institutionnalise ainsi, de façon novatrice au niveau international, l’idée d’une justice réparatrice en milieu carcéral en créant une fonction de « consultant en justice réparatrice » dans chaque prison. Selon cette conception, le délit n’est plus considéré comme une infraction à la loi, mais comme un conflit interpersonnel provoquant une rupture dans la relation tripartite entre l’auteur, sa victime et la société. Dans cette optique, le rôle de la justice est d’offrir des conditions de détention permettant de réparer et restaurer cette relation perturbée notamment via des activités en partenariat avec des associations externes. La sensibilisation du détenu à la victime lors de l’élaboration et l’évaluation du plan de reclassement s’inscrit plus précisément dans les pratiques des SPS.
Fin des années 1990, les réponses politiques et le recours au pénal se multiplient sous la pression des médias et essaient ainsi de concilier les préoccupations relatives à l’auteur, la victime et la société.
La création des Maisons de Justice (MJ) en 1999 a pour objectif de « rendre la justice plus accessible, plus humaine et efficace ». Ces MJ assurent l’accompagnement et l’information des victimes mais également la surveillance d’auteurs d’infraction à la demande des autorités judiciaires et ou administratives. Elles sont chargées de mettre à disposition des informations dans le cadre d’aide à la décision (enquêtes sociales à la demande des SPS mais aussi soutien et contrôle du respect des conditions dans le cadre de libérations anticipées).
Dès 1998, des accords de coopération spécifiques pour la guidance et le traitement des auteurs d’infraction à caractère sexuel sont conclus entre le ministre de la justice et les communautés et régions. Ils ont pour but « une approche globale, cohérente et coordonnée » à l’égard de cette population spécifique (faits visés aux articles 372 à 386 ter du code pénal). Objet de négociations intenses, ces accords contribueront à une pratique en réseau où rôles et responsabilités sont clairement identifiés. Ils initieront une réflexion constructive relative à la méthodologie et l’éthique de l’aide sous contrainte au niveau national mais également international.
Deux lois à première vue contradictoire seront votées en Belgique en 2005 et 2006 : l’une à portée humaniste, l’autre à portée plus sécuritaire. Le 12 janvier 2005, la loi de principes concernant l’administration pénitentiaire ainsi que le statut juridique des détenus (dite « loi de principes ») est adoptée pour sortir de l’insécurité juridique et remplacer les réformes administratives, ceci en réponse à une crise de légalité et de légitimité de la peine privative de liberté qui échappe au contrôle politique. La loi vise à limiter les effets néfastes de la détention et introduit « la nécessité de donner sens à la peine. Elle « propose les 3R comme objectifs de la détention : réparation, réinsertion et réhabilitation ». Elaborée par le professeur Lieven Dupont (KUL), la portée humaniste de son élaboration est évidente. Aujourd’hui, elle n’est que partiellement en application, la surpopulation et des considérations sécuritaires constituant semble-t-il un obstacle majeur. Mary (2011) estime que cet argument ne tient pas compte de problèmes de fond liés aux concepts même de réparation-responsabilisation et de réinsertion-neutralisation.
Au même moment, la loi du 17 mai 2006, relative au statut juridique externe des personnes condamnées à une peine privative de liberté et aux droits reconnus à la victime dans le cadre des modalités de la peine institue les Tribunaux d’application des peines (TAP). Elle formule des conditions et contre-indications assez proches de la précédente loi de 1998 mais ne reprend plus la personnalité comme contre-indication à une libération. L’avis du SPS n’est plus une obligation légale (sauf pour certains faits de mœurs) tandis que l’avis du directeur de prison devient impératif. La circulaire ministérielle no 1794 du 7 février 2007 précise que, dans le cadre de l’élaboration de son avis, le directeur de prison peut requérir une évaluation plus ou moins approfondie du SPS.
En 2007, le début de la mise en œuvre de la loi pénitentiaire implique la séparation des missions de soins et d’expertise en référence à l’article 101§ 2 (« la fonction d’expert est incompatible avec une mission de prestataire de soins ») et la création des équipes soins pour la prise en charge thérapeutique des internés.
Lors de la mise à la pension du médecin psychiatre Vandenbroucke en 2007, la direction du SPS est confiée à un juriste et le SPS est intégré le 16 octobre 2008 au sein de la cellule Appui stratégique de la DG EPI dans l’objectif principal de
« développer l’expertise spécifique à l’exécution des peines en matière juridique, criminologique, médicale, psychologique et sociale ».

### Vers un Service d’expertise psychosociale
(octobre 2017).
Si vous disposez d'ouvrages ou d'articles de référence ou si vous connaissez des sites web de qualité traitant du thème abordé ici, merci de compléter l'article en donnant les références utiles à sa vérifiabilité et en les liant à la section « Notes et références ».
Chaque prison belge dispose d’un service psychosocial composé d’assistants sociaux, de psychologues et de psychiatres qui sont fonctionnaires du Service Public Fédéral Justice. Ces intervenants dépendent du directeur de leur prison mais également du service psychosocial central dont le chef de service est un juriste. Fin décembre 2014, le SPS comptait 183 assistants sociaux, 201 psychologues et 19 psychiatres pour l’ensemble du pays. Ces effectifs font du SPS le plus grand service d’expertise du pays. Deux grands rôles lui incombent actuellement : l'accueil des personnes incarcérées et la rédaction d’avis dans le cadre de libérations anticipées, quelle qu'en soit la forme, assorties de conditions.
L’accueil fait l’objet d’une attention particulière car il vise à atténuer le choc de l’incarcération, à repérer les situations problématiques et concourt à l’humanisation de la peine de prison. La rédaction d’avis constitue toutefois la mission principale du service. Cet avis vise à évaluer l’adéquation du projet proposé par un détenu en regard de sa ou ses problématiques et de ses ressources mises en évidence au cours de l’évaluation continue. Le rapport psychosocial constitue une pièce importante du dossier d’un détenu qui souhaite bénéficier d’une libération anticipée. Ce rapport est interdisciplinaire, en ce sens qu’il est pensé, rédigé et signé par plusieurs intervenants de formations différentes. Il est transmis au directeur de la prison lorsque celui-ci en fait la demande puis joint au dossier officiel destiné au TAP seul à même d’octroyer une libération anticipée.
Le rapport SPS souligne d’abord les éléments significatifs de la vie du détenu. Cette anamnèse prend souvent du temps car elle nécessite un effort particulier de la part du détenu : construire un récit de sa vie avec l’intervenant psychosocial. Est ensuite abordé le déroulement de la détention (le comportement, les incidents, les éventuelles évasions, l’activité en prison, etc.). Le rapport fait également état du processus psycho diagnostique. Ce processus se base sur les entretiens cliniques, sur des épreuves standardisées (tests cognitifs, inventaires de personnalité, tests projectifs, échelles cliniques spécifiques, échelles de prédiction du risque) et vise à poser des hypothèses relatives à la personnalité du détenu. Il s’agit de cerner la singularité psychologique de la personne évaluée. Le rapport SPS aborde ensuite un chapitre important, celui de la criminogénèse. Il s’agit de cerner, avec le détenu, les facteurs psychologiques, psychiatriques et situationnels susceptibles de l’avoir mené au passage à l’acte délictueux. Pourquoi et comment le délit a-t-il été commis? Seul un climat de confiance minimale entre le détenu et les intervenants permet de cerner adéquatement ces facteurs criminogènes. En effet, chaque criminogénèse est unique car elle est l’écho du parcours unique du détenu. Aborder les faits délictueux pour tenter d’y mettre du sens confronte inéluctablement le détenu à la notion de responsabilité et donc au rapport qu’il entretient avec la société. Bien souvent, la mise en évidence des facteurs criminogènes s’accompagne d’une réflexion clinique sur le rapport qui unit l’auteur d’un délit à sa victime et par extension à la sphère sociale. La criminogénèse permet ainsi de dégager ses points de fragilité en tant qu’ils sont susceptibles de favoriser le passage à l’acte délictueux. L’évaluation du SPS ne s’arrête toutefois pas là. Au contraire, elle vise à proposer des solutions aux problèmes mis en évidence précédemment. La question essentielle peut donc être celle-ci : quel projet de vie en dehors de la prison serait-il susceptible de neutraliser les facteurs criminogènes pour l’individu évalué ? Il s’agit de s’interroger sur la gestion du risque au sens où peuvent l’entendre Webster, Douglas et Hart (1997) et de la prise en compte des facteurs dits protecteurs. Cette préoccupation s’inscrit dans une conception de la justice réparatrice qui nécessite la prise en compte continuelle des trois acteurs du modèle : l’auteur de l’acte, la victime et la société. La mise en péril de l’un de ces trois acteurs dans le cadre d’un projet de libération anticipée amènerait le SPS a émettre un avis défavorable aux autorités décisionnelles. À l’inverse, le SPS est susceptible de soutenir des projets qui garantissent le bien-être de chaque acteur.
Cette philosophie de travail ne semble guère affectée, dans la pratique, par une nouvelle dénomination du service psychosocial en Service expertise psychosociale au sein de la direction missions clés de la DGEPI lors de l’entrée en vigueur du nouvel organigramme de la DGEPI au printemps 2013. Ce changement de nom passe quasiment inaperçu — y compris dans le service même — et ne fait pas l’objet de commentaires particuliers de la direction générale qui laisseraient présager une orientation différente du service. Le nouveau signifiant ne peut guère être ignoré et énonce une évolution lente mais réelle vers un nouveau pragmatisme et une tendance à un formatage managérial des pratiques où la complexité clinique et l’activité de pensée peinent à trouver une place prépondérante. 
Cette crainte paraît confirmée, fin 2014, au moment où des mouvements socio-économiques internationaux mènent les décideurs politiques à mettre en place des réductions budgétaires drastiques touchant également le SPF justice. Certains contrats d'intervenants ne peuvent plus être renouvelés et les départs naturels (pension, démissions) ne sont plus remplacés. Des groupes de travail au sein de la direction du service se penchent dès lors vers de nouvelles priorités dans les missions du SPS . Les principes méthodologiques et déontologiques ne devraient pas être modifiés mais l’approfondissement des investigations et des rapports devrait être limité à certaines catégories de détenus : faits de violence grave sur autrui dont les auteurs d’infractions sexuelles; terroristes, ainsi que les détenus aux personnalités pathologiques ou dont la détention est émaillée d’incidents graves (évasion,…). 
Le 1er janvier 2015 est mise en application la Communautarisation des maisons de Justice dans le cadre de la 6e réforme de l’État. La collaboration entre Maisons de Justice et SPS, protégée par un SLA (Service Level Agreement) réglant les modalités pratiques entre services, devrait se poursuivre, moyennant des adaptations inévitables du texte du SLA au Nord et au Sud du pays.